# Louis Blésy
Louis Blésy est un résistant français, Compagnon de la Libération, né à Béziers le 26 juillet 1910 et mort à Aulnay-sous-Bois le 7 juin 2004 .

## Biographie
Louis Blésy est né à Béziers le 26 juillet 1910, d'un père ouvrier dans le bâtiment. Après ses études primaires, il arrive en 1924 à Gennevilliers.
Il travaille comme ouvrier ornemaniste dans le bâtiment et effectue son service national en octobre 1931. Il est affecté au 6e régiment de tirailleurs marocains.
Membre des Jeunesses communistes en 1932, puis du Parti communiste français, il participe au service de la mairie de Gennevilliers où il s'occupe de la soupe populaire. En 1935, il ouvre la colonie de vacances de Granville avec Jean-Pierre Timbaud.
Louis Blésy est l'auteur de l'ouvrage La résistance à Sevran, publié en 1989 par la ville de Sevran où il vécut à partir de 1956.

### Engagement
Dès le début de la Guerre d'Espagne, il intègre les rangs des Brigades internationales en 1937 et effectue plusieurs actions militaires contre les franquistes. Il est commissaire de compagnie à la XIVe Brigade et participe à la bataille de l’Èbre.
Il est appelé en France en septembre 1938 pour une période de réserve au moment des accords de Munich. Il épouse Andrée Saladini, responsable régionale des Jeunes filles de France. Après l'ordre de mobilisation, il est affecté au 6e RTM en septembre 1939. Après d'âpres combats dans le Nord, blessé à Lomme et hospitalisé à Lille, il est fait prisonnier, le 25 mai 1940. Après plusieurs tentatives, il s'évade d'Allemagne le 19 février 1941. Sa femme, recherchée par le régime de Vichy, s'est réfugiée en Gironde : Louis Blésy la rejoint et tous les deux passent en zone libre entre Longan et La Réole.
Démobilisé à Montpellier, Louis Blésy entre en résistance en mars 1941. Il fonde une équipe indépendante chargée des opérations dans les usines et les gares.
En janvier 1942, il s'engage au sein du mouvement Front National et en devient le représentant pour l'Hérault en mars 1942, puis l'Aude, le Tarn, l'Aveyron fin 1942. En 1943, il est choisi pour diriger la direction militaire des francs-tireurs et partisans français de l'Aude, du Tarn, de l'Aveyron et de l'Hérault (région R5). Entré dans la clandestinité, il effectue de nombreuses opérations : il participe à l'attaque de dépôts d'habillement de Mazamet, au sabotage de la ligne Bédarieux-Béziers, conduit des représailles à Montpellier contre l'intendant de police Pierre Marty (1900-1948) et récupère des armes.
En 1944, l’état-major de la zone sud des FTPF le nomme commandant de la région R2. Il prend le commandement de six départements et monte des opérations de sabotage de grande envergure : embuscades de convois à Aix, au Pertuis et à Draguignan, attaques de la prison de Chave à Marseille et de la forteresse de Sisteron.
En mai 1944, Louis Blésy, dit colonel Granville, dirige totalement les Alpes-de-Haute-Provence, où six mille FFI sont engagés. Il participe à la libération de Marseille du 23 au 27 août 1944 et supervise toutes les opérations de ravitaillement de la population. Il met à la disposition du général de Montsabert les unités des FFI pour combattre les dernières poches de résistance allemande à Marseille.
Andrée Blésy, l'épouse de Louis Blésy, le suit dans chaque lutte, dans chacune de ces mobilisations, elle témoigne : « C’était notre vie, quoi, je n’avais pas peur […] j’ai ça dans la peau ».

### Après-guerre
À la libération de la ville, Louis Blésy demande son incorporation à la mission militaire de rapatriement des personnes déplacées : le cinquième bureau de la première armée française l'affecte comme responsable de mission de rapatriement des Soviétiques pour le Wurtemberg-Bade. Fin novembre 1945, cette mission terminée, il est affecté au cabinet du ministre de l'armement Charles Tillon. En décembre 1946, il est affecté au cabinet du ministre de la défense nationale.
Lieutenant-colonel FFI à la fin de la guerre, Louis Blésy est intégré dans l'armée nationale avec le grade de capitaine jusqu'en 1956, où il sert successivement en qualité de commandant de compagnie au 32e bataillon d'infanterie et au 152e régiment d'infanterie stationné à Colmar.
Le couple Blésy prend la direction de l'Avenir Social, dans les années 1950, des jeunes orphelins espagnols : des enfants de Républicains qui ont perdu leurs parents à cause du général Franco.
Il devient ensuite directeur de la maison des enfants de fusillés et victimes de guerre à la Villette-aux-Aulnes, ancien orphelinat ouvrier créé en 1906 par Madeleine Vernet. Il exerce cette fonction pendant quatorze ans puis assume la direction du Centre de soins de la SNIAS à Châtillon, ceci jusqu’à sa retraite en 1974.
Durant cette vie de combat, de lutte et de quête d’égalité sa femme Andrée Blésy n'a eu de cesse d’être sa compagne de résistance.
Louis Blésy meurt le 7 juin 2004 à Aulnay-sous-Bois. Il est inhumé à Gennevilliers.

## Distinctions
- Commandeur de la Légion d'honneur
- Compagnon de la Libération par décret du 19 octobre 1945
- Croix de guerre 1939–1945
- Médaille des évadés
- Croix du combattant volontaire de la Résistance